# Pseudabris hingstoni
Pseudabris hingstoni is een keversoort uit de familie van oliekevers (Meloidae). De wetenschappelijke naam van de soort is voor het eerst geldig gepubliceerd in 1927 door Blair.